# Paleolibertarismo
Il paleolibertarismo (abbreviato anche in paleolib) è una corrente libertarian statunitense fondata da Lew Rockwell e Murray Rothbard ed associata storicamente al Ludwig von Mises Institute. Si può considerare come l'unione tra i principi classici del libertarismo e quelli della Old Right statunitense.
I temi chiave di questa corrente sono la teoria economica della scuola austriaca, la difesa dei valori morali della tradizione cristiana e la ripresa delle tesi degli anti-federalisti statunitensi di fine Settecento (contrari a ogni processo di accentramento del potere).

## Origine
Il movimento paleolibertario nacque nel gennaio del 1990, con la pubblicazione di Lew Rockwell, The Case for Paleo-libertarianism. In questo saggio Rockwell poneva l'accento sulla grande opportunità che la frammentazione del mondo conservatore statunitense offriva al libertarismo, e al tempo stesso criticava fortemente una strada eccessivamente libertina intrapresa dal Libertarian Party, il quale candidò una prostituta in California.
La loro identificazione è con la tradizione della vecchia destra americana paleoconservatrice, tra cui Ludwig von Mises, Albert Jay Nock, e il movimento America First Committee (che però includeva personalità tanto della destra come della sinistra americana nel reigetto dell'ingresso degli Usa nella seconda guerra mondiale).
In economia si oppongono al "neo-liberismo" prettamente reaganiano e neocon ma anche all'oggettivismo inteso come quelle politiche economiche militariste che portino al consolidamento del potere federale interno e dell'interventismo in politica estera.
Secondo i paleolibertari l'ideale del governo limitato e del liberalismo economico può essere realizzato solo se a livello sociale predomina una cultura conservatrice.
Essa deve stigmatizzare la mentalità parassitaria, ripristinare la centralità dello sforzo individuale, riconoscere il valore dell'etica del lavoro e dell'impegno e recuperare i valori morali dalla tradizione giudaico-cristiana.
I temi cari ai paleolibertari sono:
- Radicale opposizione al neoconservatorismo e ad una politica estera interventista.
- Distaccamento dalla alleanza creatasi durante la guerra fredda tra libertari ed esponenti della New Left.
- Radicale decentralizzazione della politica.
- Una visione dell'immigrazione contraria a quella tipica del libertarismo. Essi infatti sostengono che con una forte immigrazione si arrivi alla perdita dei valori fondanti di una società libertaria. Sottolineano anche come, in una società anarco-capitalista, il problema non si porrebbe, dato che tutto sarebbe privato.
- Forte sostegno alla legge naturale e opposizione all'utilitarismo.
- Alleanze politiche con i paleoconservatori. Le due correnti sono infatti molto vicine, sebbene vi sia qualche motivo di scontro a causa di alcune posizioni protezioniste dei paleoconservatori.
- Apprezzamenti per l'anti-federalismo americano, spesso critico nei confronti della politica
- Totale opposizione ai neoconservatori per via della Guerra al Terrorismo.
- Difesa di valori e costumi tradizionali, arrivando a criticare le leggi sull'aborto.

Justin Raimondo, nella pubblicazione Reclaiming the American Right del 1993, lega il paleolibertarismo al non-interventismo della Old Right statunitense. Hans-Hermann Hoppe in Democracy: The God That Failed sostiene che "oggi è importante che i conservatori siano libertari anti-statalisti, ed è altrettanto importante che i libertari siano conservatori".

## Lo spettro libertario alla luce del paleolibertarismo
La distinzione "left" e "right" libertarian elaborata negli anni novanta da Rothbard con Rockwell con l'ideazione del paleolibertarismo muta profondamente lo spettro politico libertario americano e in particolare la definizione di "right libertarian" sino ad allora caratterizzante lo spettro politico rothbardiano e libertario in generale.
Rothbard arrivò a definire i paleolibertari come i veri "right" libertarian (in realtà a tutti gli effetti "right wing" libertarian tenendo presente l'intero mondo libertario americano) rispetto all'intero spettro libertario americano "right" sino ad allora presente (comprendente i miniarchici del Partito Libertario statunitense da lui stesso fondanto e in seguito abbandonato per la svolta paleolibertaria, i libertari neutrali o moderati e gli agoristi) definito genericamente e non senza una certa strumentalità come "left".
In questo caso tale spettro politico paleolibertario non va confuso con un'ulteriore suddivisione/spettro in termini di libertà di mercato presente nelle correnti del libertarismo americano con gli agoristi.
Questi ultimi superano "a destra" per coerenza all'anarco-capitalismo e per libertà di mercato i paleolibertari (nonostante gli agoristi vengano definiti "left" libertarian nello spettro rothbardiano-konkiniano antecedente alla svolta paleolibertaria di Rothbard, non necessariamente però in riferimento alle tematiche dei diritti civili e della bioetica) per il loro rifiuto della partecipazione politica (non disdegnata invece dai paleolibertari).

## I limiti del paleolibertarismo

### Nella società
Il paleolibertarismo a causa del suo fusionismo politico e culturale con il paleoconservatorismo e con alcune posizioni populiste non si può definire sul piano economico come una forma di vero libertarismo anarcocapitalista in senso stretto.
Collocandosi sull'ala destra della tradizione libertaria statunitense ("right wing libertarianism"), esso adotta posizioni ben distinte, e più conservatrici, rispetto agli altri gruppi libertarian americani (right libertarian conservatori fiscali o ai miniarchici).
Sul piano culturale e politico, il paleolibertarismo esprime una condanna assai netta dello Stato, che è nemico dei diritti naturali assoluti e dei valori cristiani, oltre a essere accusato di essere una struttura centralista, deresponsabilizzante e paternalista.
Secondo i paleolibertarani, le buone ragioni della critica allo Stato troverebbe conferma nei fenomeni di disgregazione e perdita di senso che caratterizzano la contemporaneità.
Gli aspetti più degradanti, libertini e discutibili dell'attuale società contemporanea sono ritenuti non variabili indipendenti della natura umana e dei comportamenti individuali (come sostenuto dalle altre correnti libertarie americane), ma la conseguenza diretta e l'emanazione più tangibile del progresso moderno e del relativismo etico proposto dal nichilismo filosofico e dal progressismo "liberal" mediante l'approvazione di sempre nuove leggi, che tolgono spazio a libertà e responsabilità, e mediante lo sviluppo di un Welfare state assistenziale e ridistributivo.
Al contempo tali politiche influenzerebbero la cultura nella società a partire dai massmedia, ritenuti diseducativi e deresponsabilizzanti con i loro messaggi i quali indurrebbero i giovani a fenomeni quali la microcriminalità urbana, l'immigrazione clandestina nelle zone di frontiera e la diffusione delle droghe.
Bisogna sottolineare come, al pari dei paleoconservatori, i paleolibertari non considerino tali fenomeni sociali come derivanti unicanmente da libere scelte individuali, poiché questa corrente enfatizza la capacità dei poteri pubblici di plasmare la società e imporre taluni valori.
Questa analisi evidenzia il nesso tra tali fenomeni e la presenza sempre più massiccia dello Stato nella vita sociale, arrivando a ritenere che l'eliminazione dello Stato (inteso come presidenza americana, Congresso Federale e Corte suprema americana) e del Welfare state possa aiutare a far sparire tali gravi problemi.
A causa del loro legame con i valori della tradizione morale cristiana, molti dei paleolibertari (a differenza degli altri gruppi libertari) sono alquanto poco disposti a sostenere battaglie per i cosiddetti diritti civili (quali i matrimoni omosessuali), per la scienza (ricerca cellule staminali, aborto ed eutanasia) o la legalizzazione delle droghe leggere sia che queste questioni vengano poste in chiave libertaria deregolante di libero mercato o in chiave miniarchica legalitaria di riconoscimento pubblico senza alcun diretto finanziamento da parte dello Stato.
Alcune tesi più radicali del paleolibertarismo arrivano a considerare tali questioni e soluzioni di mercato come sbagliate moralmente e soprattutto giuridicamente, in quanto lesive di diritti individuali inviolabili. Esiste quindi una rilevante differenza programmatica tra i paleolibertarani e i libertari miniarchici più vicini a posizioni relativiste in ambito morale.
Il paleolibertarismo pur considerando lo Stato responsabile dei comportamenti sociali più riprovevoli secondo i suoi critici rifiuterebbe latentemente al contempo qualsiasi compromesso etico-morale sul piano individuale al singolo individuo anche qualora tali opzioni non fossero indirizzate da un'entità pubblica solamente in quanto divergenti da quelle della piattaforma valoriale paleolibertaria.
Alcuni libertari ritengono che non tutti i paleolibertari vogliano concretamente abolire assieme al governo federale anche l'intelaiatura dei singoli Stati dell'Unione.
In particolare alcuni paleolibertari appartenenti al partito paleoconservatore Constitution Party sarebbero palesemente propensi a indirizzare le singole amministrazioni locali-statali sui precetti valoriali e religiosi propri arrivando di fatto a bypassare la Costituzione americana per proporre forme molto vicine alla teocrazia o al puritanesimo dei Padri Pellegrini.
Tali atteggiamenti restrittivi e per certi versi omologanti anche ad un certo fondamentalismo religioso, si scontrano per incoerenza anche con le rivendicazioni autonomiste e secessioniste per il decentralismo decisionale (dal Governo e Corte federale statunitense) portate avanti dagli stessi paleolibertari attraverso ipotesi di democrazia diretta consensuale a livello locale per i cittadini residenti e proprietari nei singoli Stati dell'Unione qualora tali argomenti bioetici e civilisti fossero approvati per via referendaria da parte dei cittadini residenti a livello locale (senza alcuna imposizione di ordine legislativo o giuridico proveniente da Washington).
L'attuale società contemporanea con la sua libera convivenza, presenza di differenti orientamenti e punti di vista culturali, religiosi e politici individuali viene ritenuta da taluni critici del paleolibertarismo (anche di differente orientamento libertario) non compatibile con le tesi portate avanti in chiave fortemente isolazionista e normativa da parte paleolibertaria anche negli atteggiamenti individuali.
Tali atteggiamenti potrebbero trovare riscontro solo entro città private (privatopie di tipo paleolibertario) ovvero piccole comunità coese ed omogenee a livello consensuale d'adesione volontaria e proprietaria ad un regolamento condiviso da tutti i residenti.
Il movimento paleolibertario tenderebbe quindi a riconoscere alcune posizioni di gradualismo politico miniarchico temperato nei confronti delle funzioni dello Stato federale sul piano pratico (ad esempio il controllo e pattugliamento delle frontiere per contrastare l'immigrazione clandestina o la funzione di sicurezza urbana da parte delle forze dell'ordine) pur non riconoscendo a questo la legittimità e il monopolio d'operato in molti altri servizi (ad esempio nell'educazione, sanità, ricerca scientifica). Il motivo di questo atteggiamento è da rinvenirsi nel fatto che i paleolibertari ritengono che l'immigrazione selvaggia in regime di welfare si configuri come un accesso illimitato a beni e servizi che la popolazione già residente è stata costretta a finanziare.
A differenza delle altre correnti del libertarismo (spesso favorevoli a un sistema di ingressi a quote o di immigrazione deregolarizzata), il paleolibertarismo è contrario all'immigrazione se clandestina e alla regolarizzazione degli stranieri lungo la frontiera messicana, in quanto per un pensatore come Hoppe - che pure non è interamente riconducibile al paleolibertarismo, in quanto non cristiano - questo accesso indiscriminato lederebbe potenzialmente non soltanto il diritto proprietario acquisito in precedenza a regolare gli ingressi e il passaggio all'interno del proprio territorio-comunità di appartenenza, ma a causa delle richieste di assistenza e aiuto in funzione della presenza di stranieri non proprietari e non possidenti questi incentiverebbero la classe politica nel suo attivismo legislativo con possibili strumentalizzazioni normative in chiave di diritto positivo welfatistico universalistico o in funzione meramente elettorale a livello di diritto di voto.

### In economia
Sul piano politico economico, il paleolibertarismo pur rifacendosi principalmente alla scuola austriaca di economia, sul piano pratico e contenutistico ha avuto storicamente un ampio spettro culturale di riferimenti al suo interno: dal demopopulismo sociale del paleoconservatore Pat Buchanan (inizialmente sostenuto dallo stesso Rothbard nella campagna presidenziale americana del 1992 e in seguito rigettato tre anni dopo dallo stesso Rockwell e anche da Hoppe (il quale ne criticherà la sua incoerenza statalista) sino a forme di liberismo di destra politica molto simili al conservatorismo fiscale miniarchico (sebbene considerino i miniarchici del think tank Cato Institute dei finti libertari a causa della loro presenza e sede a Washington)  e al conservatorismo costituzionale, passando per posizioni analoghe a quelle social-conservatrici nei confronti dell'interventismo del Governo in alcune tematiche e religiose cristiane molto simili ad alcuni gruppi più radicali della Destra cristiana americana (in particolare nel caso del partito paleoconservatore Constitution Party che abbraccia alcuni contenuti paleolibertari in particolare sul fisco).
L'apertura da parte dei paleolibertari ai valori culturali conservatori, sociali e religiosi anche estremi per radicalità etica e morale nella società ha portato il paleolibertaranismo paradossalmente a perdere i connotati politici che caratterizzano sul piano pratico gli altri movimenti libertari di matrice anarcocapitalista nel loro obbiettivo di eliminazione dello Stato in economia e nei servizi.

### In politica
Il paleolibertarismo fin dalla campagna presidenziale di Pat Buchanan è stato demonizzato dai massmedia liberal accostandolo alle tendenze più estremiste e marginali della politica americana di destra; in particolare visto il suo isolamento nel Partito Repubblicano egemonizzato dai neocon e le rotture in seno al libertarismo, questi inizialmente non ha disdegnato possibili intese locali o iniziali collaborazioni con movimenti e gruppi di estrema destra populista dagli afflati razzisti e xenofobi o suprematisti bianchi palesi in particolare facenti riferimento a David Duke confermando in parte inizialmente le accuse di impresentabilità da parte dei suoi variegati detrattori politici.

## Sviluppi recenti
Nel 2007 Lew Rockwell tra i fondatori del paleoliberarianismo e tra le figure più importanti del libertarismo americano (responsabile del Mises Institute) ha in parte rigettato per sé stesso il termine "paleolibertario" precedentemente coniato assieme a Rothbard in quanto divenuto ormai sinonimo di paleoconservatore e di "buchaniano" e di una certa tendenza e preferenza pratica verso il populismo protezionista riproducendo anche tendenze sindacaliste e corporativiste (in antitesi con le posizioni liberiste dei libertari sul mercato) non senza alcuni possibili fraintendimenti con la visione sociale della stessa sinistra americana che di fatto avevano ridotto la diffusione e il gradimento dell'intero movimento libertario americano e le sue adesioni oltre che a isolare tale corrente ai margini della politica americana ufficiale rispetto anche agli altri gruppi libertari.
Rockwell è quindi tornato a considerare come valido lo spettro politico rothbardiano antecedente alla svolta paleolibertaria, collocando i coerenti paleolibertari (per lo più libertari di destra moderata e del filone conservatore costituzionalista come Ron Paul) entro lo spettro più generico dei "right" libertarian assieme ai miniarchici e ai libertari conservatori fiscali.
Anche la rivista paleoconservatrice The American Conservative vicina alle posizioni paleolibertarie su alcune tematiche, sempre nel 2007 riconosce le incompatibilià e i limiti del fusionismo tra libertarismo, paleolibertarismo anni novanta e liberalismo classico proponendo una loro distinta collaborazione di alleanza in opposizione al neoconservatorismo e al protrarsi ed estendersi della Guerra al terrorismo.

## Esponenti principali
- Murray N. Rothbard
- Hans-Hermann Hoppe
- Lew Rockwell
- Thomas DiLorenzo

## Selezione di articoli
- The Betrayal of the American Right di Murray Rothbard, su lewrockwell.com. URL consultato il 3 maggio 2019 (archiviato dall'url originale l'8 marzo 2013).
- Big Government Libertarianism di Murray Rothbard, su lewrockwell.com.
- A Strategy for the Right di Murray Rothbard, su lewrockwell.com. URL consultato il 3 maggio 2019 (archiviato dall'url originale il 21 dicembre 2012).
- KULTURKAMPF! di Murray Rothbard, su lewrockwell.com.
- Libertarianism and the Old Right di Lew Rockwell, su lewrockwell.com. URL consultato il 3 maggio 2019 (archiviato dall'url originale il 28 giugno 2011).
- Anarcho-Capitalism: An Annotated Bibliography di Hans-Hermann Hoppe, su lewrockwell.com. URL consultato l'8 maggio 2008 (archiviato dall'url originale il 3 giugno 2013).
- The Idea of a Private Law Society di Hans-Hermann Hoppe, su lewrockwell.com.
- The Intellectual Incoherence of Conservatism di Hans-Hermann Hoppe, su mises.org.
- On the Origin of Private Property and the Family di Hans-Hermann Hoppe, su libertarian.co.uk. URL consultato l'8 maggio 2008 (archiviato dall'url originale il 5 luglio 2008).
- Murray Rothbard e il movimento paleolibertario di Guglielmo Piombini (in Italiano) (PDF), su www2.units.it.
- Paleolibertarismo di Piero Vernaglione (in italiano) (PDF), su rothbard.altervista.org.

### Articoli critici
- Why I Am Not a Cultural Conservative di Keith Preston, su anti-state.com. URL consultato l'8 maggio 2008 (archiviato dall'url originale il 7 gennaio 2008).
- The Death of Manufacturing di Pat Buchanan, su amconmag.com. URL consultato l'8 maggio 2008 (archiviato dall'url originale il 20 luglio 2008).
- The Libertarian As Authoritarian di Wirkman Virkkala, su wirkman.com. URL consultato l'8 maggio 2008 (archiviato dall'url originale il 7 gennaio 2008).
- Paleolibertarianism dell'Emerging Right editorial team, su emergingright.blogspot.com.